# 佐藤寛太
佐藤 寛太（さとう かんた、1996年6月16日 - ）は、日本の俳優。劇団EXILEのメンバー。
福岡県福岡市出身。LDH JAPAN所属。

## 略歴
福岡市で生まれ、1歳から7歳まで長崎県対馬市で暮らす。中学の時に映画『ものすごくうるさくて、ありえないほど近い』を観て芸能界を志す。
2013年、高校2年の時に「EXPG全国特待生オーディション」で福岡校のモデル部門に参加し合格。ダンスレッスンも始める。
2014年、高校3年の時に「劇団EXILEオーディション」に合格し研究生となる。18歳になった同年6月に上京した。
2015年1月、劇団EXILEに正式加入し俳優として活動を開始する。

## 人物
- 弟が2人いる[4]。
- 小学1年から中学3年まで野球をしていた[4]。
- 本社の人に顔を覚えてもらうために「VOCAL BATTLE AUDITION 4」「EXILE PERFORMER BATTLE AUDITION」に参加していた[5]。
- THE RAMPAGE from EXILE TRIBEの岩谷翔吾は学生時代同じクラスであった[9]。

## 出演

### 映画
- ROAD TO HiGH&LOW（2016年5月7日） - テッツ 役
  - HiGH&LOW THE MOVIE（2016年7月16日）
  - HiGH&LOW THE RED RAIN（2016年10月8日）
  - HiGH&LOW THE MOVIE2/END OF SKY（2017年8月19日）
  - HiGH&LOW THE MOVIE3/FINAL MISSION（2017年11月11日）
  - DTC -湯けむり純情篇- from HiGH&LOW（2018年9月28日） - 主演
  - HiGH&LOW THE WORST（2019年10月4日）
- イタズラなKiss THE MOVIE 〜ハイスクール編〜（2016年11月25日） - 主演・入江直樹 役[10]
  - イタズラなKiss THE MOVIE 2 〜キャンパス編〜（2017年1月）[11]
  - イタズラなKiss THE MOVIE 3 〜プロポーズ編〜（2017年11月25日）[12]
- 恋と嘘（2017年10月18日） - 高千穂蒼佑 役[13]
- わたしに××しなさい!（2018年6月23日） - 霜月晶 役[14]
- 青夏 きみに恋した30日（2018年8月1日） - 青年 役[15]
- 走れ!T校バスケット部（2018年11月3日） - 牧園浩司 役[16]
- 家族のはなし（2018年11月23日） - 渡辺 役[17]
- jam（2018年12月1日） - 前島 役
- 今日も嫌がらせ弁当（2019年6月28日） - 山下達雄 役[18]
- いのちスケッチ（2019年11月15日） - 主演・田中亮太 役[19]
- 花束みたいな恋をした（2021年1月29日） - 富小路翔真 役[20]
- 軍艦少年（2021年12月10日） - 主演・坂本海星 役[21]
- 正欲（2023年11月10日） - 諸橋大也 役[22][23]
- 不死身ラヴァーズ（2024年5月10日） - 甲野じゅん 役[24]
- オオムタアツシの青春（2025年9月26日）[25]
- ミーツ・ザ・ワールド（2025年10月24日公開予定）[26]

### 配信映画
- 100枚の写真、100回の後悔（2022年3月24日） - 主演・天野勇斗 役（紺野彩夏とダブル主演）[27]

### 短編映画
- Blind Mind（2023年1月6日） - 主演・満井祐 役[28]

### テレビドラマ
- HiGH&LOW〜THE STORY OF S.W.O.R.D.〜（2015年10月22日 - 12月24日、日本テレビ） - テッツ 役[29]
  - HiGH&LOW Season2（2016年4月24日 - 6月26日）
  - HiGH&LOW THE WORST EPISODE.O（2019年7月18日 - 9月5日）
- 脳にスマホが埋められた! 第5話・最終話（2017年8月3日・9月14日、読売テレビ） - 安達信也 役
- 民衆の敵〜世の中、おかしくないですか!?〜 最終話（2017年12月25日、フジテレビ） - 渡辺 役
- 荒神（2018年2月17日、NHK BSプレミアム） - 曽谷弾正（青年期） 役
- わたしに××しなさい!（2018年3月26日 - 4月16日、毎日放送） - 霜月晶 役[14]
- 探偵が早すぎる（2018年7月19日 - 9月20日、読売テレビ） - 城之内翼 役[30]
- 駐在刑事（2018年10月19日 - 12月7日、テレビ東京） - 軽部翔平 役[31]
  - 駐在刑事 Season2（2020年1月24日 - 3月6日）
  - 駐在刑事 SP2021（2021年5月24日）
  - 駐在刑事 Season3（2022年1月14日 - 2月25日 ）[32]
- 僕の初恋をキミに捧ぐ（2019年1月19日 - 3月2日、テレビ朝日） - 鈴谷律 役[33]
- 執事 西園寺の名推理2 第6話（2019年5月31日、テレビ東京） - 奈良橋蓮 役
- ラッパーに噛まれたらラッパーになるドラマ（2019年7月12日、テレビ朝日） - 山之内拓馬 役
- ハゲしわしわときどき恋（2020年1月2日、テレビ朝日） - 海野 役
- となりのマサラ（2020年2月28日、NHK福岡） - 主演・沢木達也 役
- 美食探偵 明智五郎（2020年4月13日 - 6月28日、日本テレビ） - 高橋達臣 役[34]
- 白日の鴉2（2020年5月10日、テレビ朝日） - 立花康平 役[35]
- あのコの夢を見たんです。 第4話（2020年10月24日、テレビ東京） - 拓海 役
- シェフは名探偵（2021年5月31日 - 8月2日、テレビ東京） - 小倉大輔 役[36]
- TOKYO MER〜走る緊急救命室〜（2021年7月4日 - 9月12日、TBS） - 深沢陽斗 役[37]
  - TOKYO MER〜隅田川ミッション〜（2023年4月16日）
- あせとせっけん（2022年2月3日 - 3月31日、MBS） - 主演・名取香太郎 役（大原優乃とダブル主演）[38]
- テッパチ! 第1話 - 第6話（2022年7月6日 - 8月10日、フジテレビ） - 荒井竜次 役[39][40]
- 西村京太郎サスペンス 十津川警部の事件簿「草津・殺しのトライアングル」（2023年2月13日、テレビ東京） - 早川悟 役
- 赤い霊柩車 FINAL〜弔の京人形〜（2023年3月17日、フジテレビ）[41]
- キッチン革命 第2夜（2023年3月26日、テレビ朝日） - 倉木明夫 役[42]
- THE MYSTERY DAY〜有名人連続失踪事件の謎を追え〜（2023年10月7日、日本テレビ） - 真木慶太 役[43]
- チェイサーゲームW パワハラ上司は私の元カノ（2024年1月9日 - 2月27日、テレビ東京） - 青山航 役[44]
- 正直不動産2 第4話（2024年1月30日、NHK総合）- 藤森祥平 役
- モンスター 第3話（2024年10月28日、関西テレビ・フジテレビ） - 健太 / 斉藤文哉 役[45]
- リラの花咲くけものみち（2025年2月1日 - 15日、NHK総合・NHK BSプレミアム4K） - 加瀬一馬 役[46]
- ゴースト・オブ・レディオ〜バチボコ怖い心霊バスツアー〜 ディレクターズカット版（2025年2月16日、WOWOW） - 工藤拓也 役[47]
- 明日、輝く（2025年3月17日、NHK総合） - 堂前一輝 役[48]
- 誘拐の日（2025年7月8日 - 、テレビ朝日） - 北村高広 役[49]

### 配信ドラマ
- 僕の初恋をキミに捧ぐ 番外編「バレンタイン大作戦‼︎」（2019年2月、AbemaTV、ビデオパス） -  主演・鈴谷律 役[50]
- お嬢さま飄々拳 〜プリンセスと御曹司〜（2019年、Youku） - 月山旬 役
- ヒミツのアイちゃん（2021年2月 - 4月、FOD） - 天野玲欧 役[51]
- TOKYO MER〜走らない緊急救命室〜（2021年6月27日 - 、Paravi） - 深沢陽斗 役[52]
- JAM -the drama-（2021年8月 - 10月、ABEMA） - レスリーチャンチャン 役[53]
- 結婚するって、本当ですか（2022年10月7日 - 、Amazon Prime Video） - 主演・大原拓也 役（葵わかなとダブル主演）[54]
- バタフライナイフ（2023年4月、BUMP） - 近藤相士 役[55]
- ゴースト・オブ・レディオ〜バチボコ怖い心霊バスツアー〜（2024年11月17日・29日、Streaming+・PIA LIVE STREAM） - 工藤拓也 役[56]
- 情事と事情（2024年12月5日 - 、Lemino） - 世良晴人 役[57]

### 舞台
- 劇団EXILE公演「それいけ小劇場!!」（2014年10月）
- 劇団EXILE公演「Tomorrow Never Dies 〜やってこない明日はない〜」（2015年2月 - 3月） - 池山准 役
- 朗読劇「私の頭の中の消しゴム 10th letter」（2018年4月）
- 勇者のために鐘は鳴る（2020年1月 - 2月） - 青春 役[58]
- BOOK ACT「芸人交換日記」（2020年2月）[59]
- KAAT神奈川芸術劇場プロデュース 音楽劇「銀河鉄道の夜 2020」（2020年9月 - 10月） - カムパネルラ 役[60]
- 演技の代償（2021年2月22日） - 暁零士 役[61]
- 怖い絵（2022年3月）[62]
- BOOK ACT 2023 NEW YEAR SPECIAL「僕らは人生で一回だけ魔法が使える」（2023年1月）[63]
- サンソン －ルイ16世の首を刎ねた男－（2023年4月 - 5月）[64]
- ニッポン放送開局70周年記念公演「鴨川ホルモー、ワンスモア」（2024年4月 - 5月） - 芦屋満 役[65]

### ラジオドラマ
- サタデードラマハウス "美男子劇場" 第十六弾ストーリー「ハジける男」（2016年4月、JNF）[66] 霜月、ビデオショップの店員、映画館の客  役 [67]
- サタデードラマハウス "美男子劇場" 第十九弾ストーリー「ダンシン・イン・ザ・ナーサリー」（2016年10月、JNF） 藤堂尚之、桜井唯 役 [68]

### テレビ番組
- 劇団EXILEがゴルフを始めて100日間で100切りを目指すTV（2021年3月 - 5月、テレビ東京）[69]

### CM
- 青山商事「洋服の青山」（2015年）[70]
- JSBC SNOWTOWN（2015年）[71]
- 江崎グリコ「ポッキー」（2018年）[72]
- 日清「カップヌードル」（2018年）[73]

### ミュージックビデオ
- EXILE SHOKICHI「Futen Boyz」（2018年）
- スカート「君はきっとずっと知らない」(2024年）[74]
- indigo la End「夜凪 feat. にしな」（2025年）[75]

### アニメ
- 『HiGH&LOW g-sword』アニメーションDVD付き特装版 フラッシュアニメ（2017年） -  テッツ 役

### 連載
- アプリ版ぴあ「佐藤大樹&寛太の 映画の処方箋、お出しします!」（2018年9月 - 2021年3月）[76]
  - 「佐藤寛太の偏愛主義でいこう!」（2021年4月 - ）[77]
- web版PEAKS「旅する寛太」（2022年4月 - ）[78]

### その他
- 大川家具スペシャルアドバイザー（2022年8月 - 2023年3月）[79]

## 作品

### パーソナルブック
- NEXT BREAK（2021年6月16日、ワニブックス）ISBN 978-4847083624[80]

## 受賞
- HIGEMEN AWARDS 2019（2019年）[81]
- HAIR OF THE YEAR 4th（2019年）[82]
  - 男性タレント部門
  - Beauty Week Award